# Sportvagns-VM 1964
Sportvagns-VM 1964 kördes över totalt 20 omgångar.
Efter mängden klasser säsongen 1963 begränsades mästerskapet till fem klasser 1964, uppdelat på GT-vagnar och prototyper.

## Delsegrare
| Bana                    | Vinnare                             | Märke            |
| ----------------------- | ----------------------------------- | ---------------- |
| Daytona 2000 km         | Pedro Rodríguez Phil Hill           | Ferrari          |
| Sebring 12-timmars      | Mike Parkes Umberto Maglioli        | Ferrari          |
| Targa Florio            | Colin Davis Antonio Pucci           | Porsche          |
| Monza                   | Franco Patria                       | Abarth-Simca     |
| Spa                     | Mike Parkes                         | Ferrari          |
| Consuma                 | Odoardo Govoni                      | Maserati         |
| Nürburgring 1000 km     | Ludovico Scarfiotti Nino Vaccarella | Ferrari          |
| Rossfeld                | Edgar Barth                         | Porsche          |
| Le Mans                 | Jean Guichet Nino Vaccarella        | Ferrari          |
| Reims 12-timmars        | Graham Hill Joakim Bonnier          | Ferrari          |
| Freiburg                | Edgar Barth                         | Porsche          |
| Pergusa                 | Hans Herrmann                       | Abarth-Simca     |
| RAC Tourist Trophy      | Graham Hill Richie Ginther          | Ferrari          |
| Crans-Montana           | Ludovico Scarfiotti                 | Ferrari          |
| Nürburgring 500 km      | Hans Herrmann Klaus Steinmetz       | Abarth-Simca     |
| Coppa Inter-Europa      | Rob Slotemaker                      | Porsche          |
| Tour de France          | Lucien Bianchi Georges Berger       | Ferrari          |
| Double 500 km (GT 2.0)  | Joe Buzzetta Bill Wuesthoff         | Porsche          |
| Double 500 km (GT +2.0) | Walt Hansgen                        | Scarab-Chevrolet |
| Montlhéry               | Graham Hill Joakim Bonnier          | Ferrari          |

## Märkes-VM

### GT - Division I (1300 cm³)
| Plats | Märke        | Poäng |
| ----- | ------------ | ----- |
| 1     | Abarth-Simca | 59,9  |
| 2     | Triumph      | 24    |
| 3     | Alpine       | 14,4  |

### GT - Division II (2000 cm³)
| Plats | Märke        | Poäng |
| ----- | ------------ | ----- |
| 1     | Porsche      | 99    |
| 2     | Alfa Romeo   | 30    |
| 3     | Abarth-Simca | 26,2  |

### GT - Division III (+2000 cm³)
| Plats | Märke   | Poäng |
| ----- | ------- | ----- |
| 1     | Ferrari | 84,6  |
| 2     | Shelby  | 78,3  |
| 3     | Jaguar  | 6,6   |

### P Prototyper >3000 cm³
| Plats | Märke   | Poäng |
| ----- | ------- | ----- |
| 1     | Ferrari | 46,8  |
| 2     | Porsche | 34,8  |
| 3     | Alpine  | 9,6   |

### P3.0 Prototyper <3000 cm³
| Plats | Märke         | Poäng |
| ----- | ------------- | ----- |
| 1     | Porsche       | 62,4  |
| 2     | Alpine        | 24,8  |
| 3     | Austin-Healey | 11,6  |